# Banisteriopsis grandifolia
Banisteriopsis grandifolia är en tvåhjärtbladig växtart som först beskrevs av Franz Josef Niedenzu, och fick sitt nu gällande namn av B. Gates. Banisteriopsis grandifolia ingår i släktet Banisteriopsis och familjen Malpighiaceae. Inga underarter finns listade i Catalogue of Life.